# فوهة دافعة
تقوم الفوهة الدافعة بتحويل العنفة الغازية أو المولد الغازي إلى محرك نفاث، وذلك عن طريق تحويل طاقة غاز العادم (ضغطه) الناتج من العنفة الغازية إلى طاقة حركية مرتفعة (سرعة)، فيخرج الغاز في شكل نفاث بسرعة مرتفعة. قد تحتوي المحركات العنفية المروحية على فوهة دافعة إضافية منفصلة، تقوم بتحويل طاقة الهواء (ضغطه) المار خلال المروحة إلى طاقة حركية مرتفعة، فيخرج الهواء مندفعاً في شكل نفاث بسرعة كبيرة.
تساعد الفوهة في تحديد كفاءة عمل المولد الغازي والمروحة، حيث تعمل كمقيد لتيار الغاز المتدفق قبل خروجه. تُسرع الفوهات الدافعة الغاز إلى سرعات صوتية، وسرعات حول الصوتية، وسرعات فوق الصوتية، وذلك اعتماداً على القدرة التي يعمل عندها المحرك والشكل الداخلي للفوهة، وقيمة ضغط الغاز عند مدخل ومخرج الفوهة.
قد يكون الشكل الداخلي للفوهة متقارب، حيث تكون مساحة مقطع الفوهة أكبر ما يمكن عند المدخل ثم تقل تدريجياً نحو المخرج، وتُسمى في هذه الحالة بالفوهة المتقاربة، وقد يكون الشكل الداخلي متقارب متباعد، حيث تقل مساحة المقطع بداية من المدخل تدريجياً حتى تصل إلى أقل مساحة مقطع ممكنة (تُسمى بنقطة الخنق) ثم تتسع مرة أخرى تدريجياً نحو المخرج، وتُسمى في هذه الحالة الفوهة المتقاربة المتباعدة.
يُمكن للفوهات المتقاربة المتباعدة أن تُسرع الغاز النفاث إلى سرعات فوق الصوتية داخل الجزء المتباعد من الفوهة (شرط أن يصل الغاز إلى سرعة الصوت عند نقطة الخنق)، بينما لا تستطيع الفوهات المتقاربة أن تُسرع الغاز النفاث إلى سرعات أكبر من سرعة الصوت.
قد يكون للفوهات الدافعة شكل هندسي ثابت أو متغير، لتحظى بمساحات مخرج مختلفة حتى تتحكم في عمل المحرك عندما يُزود بحارق لاحق أو نظام إعادة تسخين. عندما تُستخدم الفوهة المتقاربة المتباعدة في المحركات المزودة بحارق لاحق، فإن مساحة الخنق في الفوهة تكون متغيرة. تحظى أيضاً الفوهات المستخدمة للسرعات فوق الصوتية، والتي تتعرض لنسب ضغوط مرتفعة جداً، بمساحات مقطع متغيرة في الجزء المتباعد منها.

## مبادئ العمل
- تعمل الفوهة طبقاً لمبدأ عمل أنبوب فينشوري لتوصل ضغط غازات العادم إلى الضغط المحيط، ثم تخرج في شكل نفاث. قد يختنق تدفق الغازات (انظر: تدفق مختنق  [لغات أخرى]‏) إن كان الضغط مرتفعاً بدرجة كافية، وقد تخرج الغازات في شكل نفاث بسرعة فوق الصوتية.
- تنتج الطاقة اللازمة لتسريع الغازات من ضغط ودرجة حرارة الغازات. يتمدد الغاز تمدداً لا تبادلي للحرارة، وبالتالي تكون الطاقة المفقودة قليلة مما يجعل الكفاءة الحرارية مرتفعة. يتسارع الغاز إلى سرعة الخروج النهائية، التي تعتمد على الضغط ودرجة الحرارة عند مدخل الفوهة، والضغط المحيط عند المخرج، وكذلك كفاءة عملية التمدد (تمدد الغازات من الضغط المرتفع إلى الضغط المنخفض مما يرفع من سرعتها).[5] تكون الكفاءة مقياساً للمفاقيد الناتجة عن الاحتكاك والتباعد اللامحوري للفوهة، بالإضافة إلى تسرب الغاز في الفوهات المتقاربة المتباعدة.[6]
- تنتج المحركات النفاثة قوة دفع للأمام على هيكل الطائرة بواسطة نقل زخم حركة للهواء المتحرك للخلف، وذلك بتسريع غازات العادم في شكل نفاث نحو الخلف بسرعة تتجاوز سرعة الطائرة. قد لا تتمدد الغازات النفاثة بشكل كامل، كما سيُذكر في جزء «أسباب نقصان تمدد الغازات في الفوهة المتقاربة المتباعدة» من المقالة.
- تتغير مساحة الفوهة أيضاً في بعض المحركات المزودة بحارق لاحق، حتى في حالات عدم استخدام الحارق أو حالات الدفع الجاف. تكون الفوهة مفتوحة بشكل كامل عادة عند بداية تشغيل المحرك، وعند عمل المحرك في حالة سكون الطائرة. يُمكن بعد ذلك أن تُقلل مساحة الفوهة برفع مقبض الدفع حتى تصل لأقل مساحة لها، ويكون ذلك قبل أو عند أقصى دفع جاف أو كما يُسمى الاعداد العسكري للدفع.

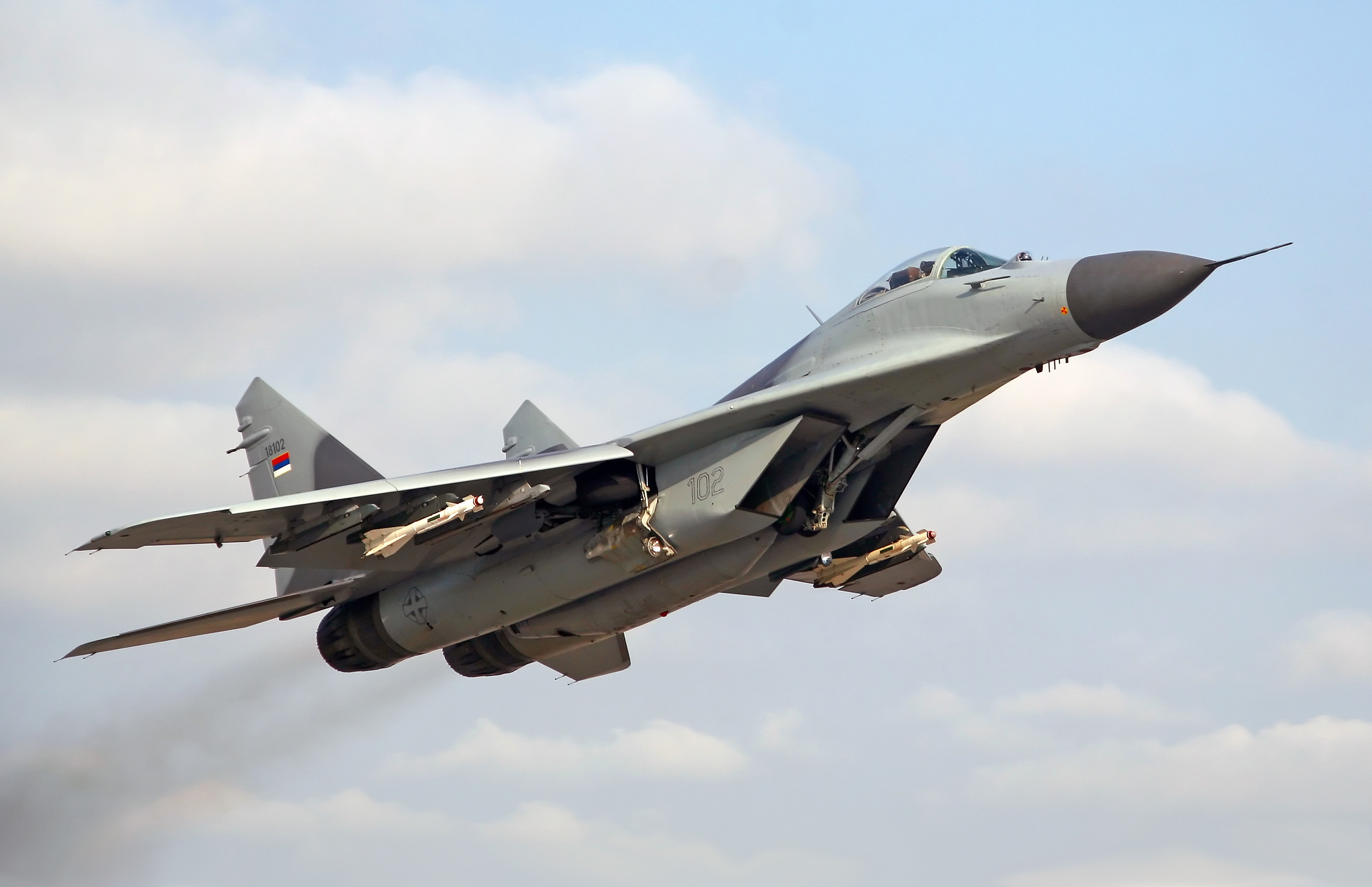
ميج-29

يُعتبر محرك جنرال إليكتريك جيه 79[7] ومحرك تومناسكي أر دي-22 المستخدم في طائرة ميج-29،[8] أمثلة على هذا النظام من التحكم في الفوهة الدافعة. شُرحت أسباب تغير مساحة الفوهة في جزء «التحكم في مساحة الفوهة خلال التشغيل الجاف» من المقالة.

## أشكال الفوهة

### فوهة متقاربة
تُستخدم الفوهات المتقاربة في العديد من المحركات النفاثة. إذا زادت نسبة الضغط في الفوهة عن القيمة الحرجة (حوالي 1:1.8) فستتعرض الفوهة لحالة التدفق المختنق، مما ينتج عنه تمدد الغازات إلى الضغط الجوي بعد نقطة الخنق (أصغر مساحة تدفق). بالرغم من أن زخم الحركة للغازات النفاثة مازال ينتج معظم الدفع الكلي إلا أن عدم الاتزان بين الضغط الساكن لحلق الفوهة والضغط الجوي، مازال ينتج بعضاً من الدفع.

### فوهة متباعدة
تسمح السرعة فوق الصوتية للهواء المتدفق داخل المحرك النفاث التضاغطي، باستخدام فوهة متباعدة بسيطة.

### فوهة متقاربة متباعدة
تحتوي المحركات القادرة على الطيران عند السرعات فوق ا لصوتية على فوهة متقاربة متباعدة، تسرع تدفق الغاز إلى سرعات فوق الصوتية. تُدين المحركات الصاروخية بشكلها المميز إلى فوهاتها ذات نسب مساحة المقطع المرتفعة.
عندما تزداد نسبة الضغط عن القيمة الحرجة خلال الفوهة المتقاربة، يختنق التدفق ويزداد ضغط الغازات الخارجة من المحرك عن ضغط الهواء المحيط، ولا يُمكن خفضه بواسطة تأثير فينشوري المعتاد. يؤدي ذلك إلى خفض كفاءة الدفع الناتج من الفوهة، عن طريق حدوث مقدار كبير من تمدد الغازات بعد الفوهة، ولذلك تستخدم المحركات الصاروخية والمحركات النفاثة التي تعمل عند سرعات فوق الصوتية، فوهة متقاربة متباعدة لتسمح بمزيد من التمدد للغازات داخل الفوهة.
بالرغم مما سبق وعلى عكس الفوهة المتقاربة المتباعدة الثابتة المستخدمة في المحرك الصاروخي التقليدي (انظر: فوهة محرك صاروخي)، فإن الفوهات المستخدمة في المحركات العنفية النفاثة يجب أن يكون لها شكل هندسي باهظ ومتغير بشدة ليتأقلم مع التغيرات الكبيرة في نسبة الضغط في الفوهة، والتي تحدث عند سرعات تبدأ من السرعات دون الصوتية إلى سرعات فوق الصوتية تصل إلى 3 ماخ.
انظر جزء «فوهة نسبة الضغط المنخفضة» من المقالة، للإطلاع على تطبيقات الفوهة المتقاربة المتباعدة الثابتة في السرعات دون الصوتية.

## أنواع الفوهات

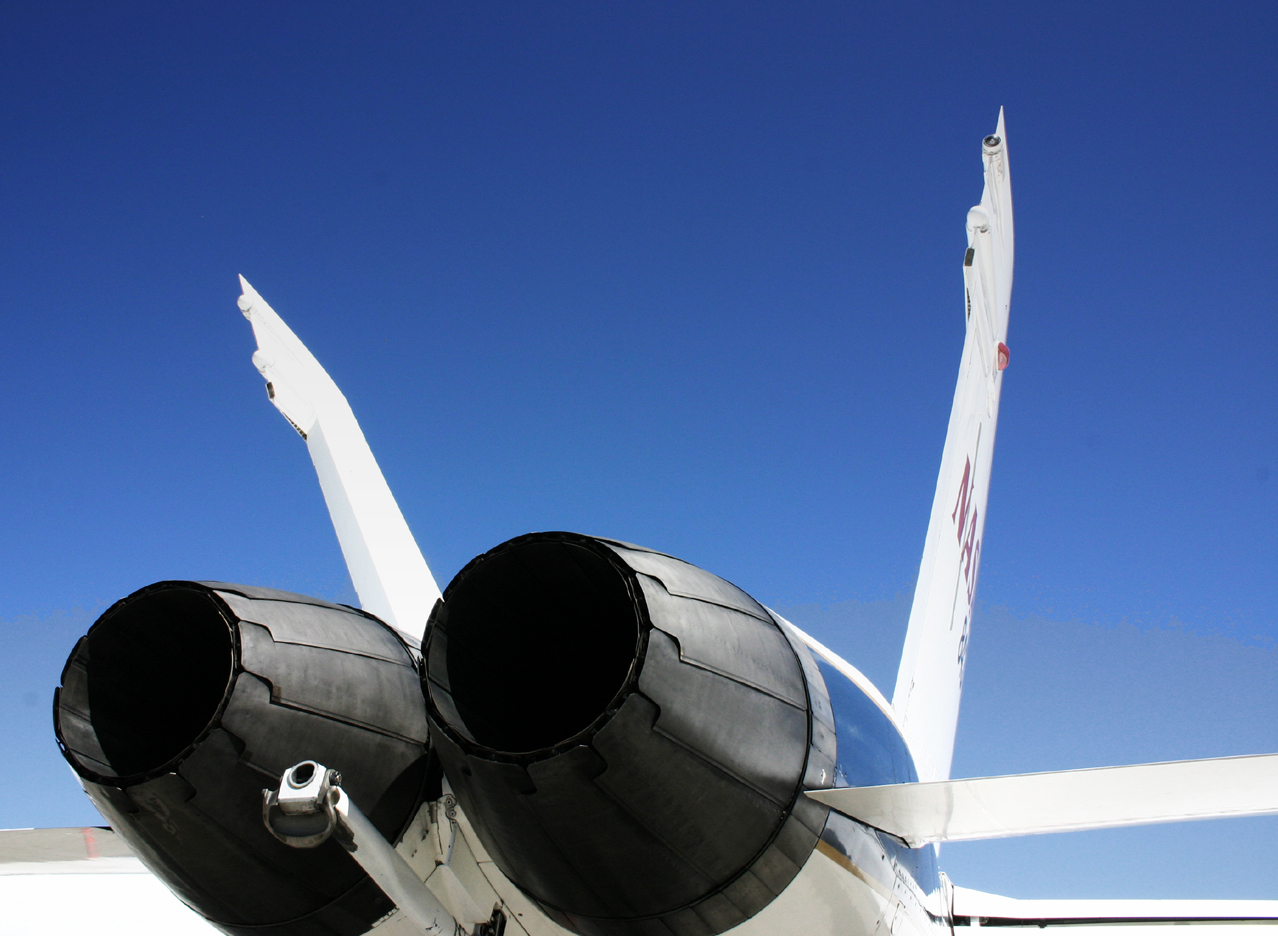
فوهة متغيرة المخرج، مُركبة في المحرك العنفي المروحي ذو نسبة الالتفافية المنخفضة: المحرك جي إي إف 404_400، المُركب في طائرة بوينغ إف/ايه-18 هورنيت.

### فوهة ذات مساحة مقطع ثابتة
تحتوي المحركات التي تعمل عند سرعات دون الصوتية وغير مزودة بحارق لاحق على فوهات ذات مساحة مقطع ثابتة، وذلك بسبب أن التغيرات الحادثة في أداء المحرك مع تغير الارتفاع والسرعات دون الصوتية، تُعتبر تغيرات مقبولة مع استخدام الفوهة الثابتة. يختلف الأمر في حالة السرعات فوق الصوتية، كما هو مذكور لطائرة كونكورد في أسفل المقالة.

### فوهة الحارق اللاحق أو الفوهة متغيرة المساحة
تتطلب الحارقات اللاحقة في الطائرات المقاتلة فوهات أكبر لمنع أي تأثير سلبي قد يحدث على تشغيل المحرك. تتكون الفوهة متغيرة المساحة قزحية الشكل من مجموعة من الألواح المتتالية والمتداخلة، لتكون مساحة مقطع للفوهة دائرية الشكل تقريباً، وتتقارب هذه الألواح للتحكم في تشغيل المحرك.
عند طيران الطائرة بسرعات فوق الصوتية، قد تُتبع فوهة الحارق اللاحق بفوهة متباعدة منفصلة على شكل فوهة قاذفة أو قد تتحد مع فوهة الحارق اللاحق في شكل الفوهة المتقارب المتباعد والمتغير في مساحة المقطع.
كانت الحارقات اللاحقة المبكرة إما مفتوحة أو مغلقة، وتستخدم فوهة صدفية الشكل أو جفنية الشكل لها وضعين (الغلق والفتح)، وتعطي فقط مساحة مقطع واحدة ليستخدمها الحارق.

### فوهة قاذفة
يُشير القاذف إلى ضخ غازات العادم الساخنة جداً وعالية السرعة إلى الهواء المحيط مع تحكم الشكل الداخلي المتباعد للفوهة في عملية تمدد الغازات. يقيد تدفق الهواء غازات العادم في شكل متقارب عند السرعات دون الصوتية. عند تشغيل الحارق اللاحق وعند تسارع الطائرة، تتوسع الفوهتان مكونان شكلاً متقارباً متباعداً، فتتسارع غازات العادم فوق سرعة 1 ماخ (تتجاوز سرعة الصوت). تستخدم المحركات الأكثر تعقيداً تدفق هواء آخر لتقليل مساحة مقطع الخروج عند السرعات المنخفضة. 
تمتاز الفوهة الدافعة ببساطة تصميمها وفعاليتها في الحالات التي تكون فيها ألواح المرحلة الثانية من الفوهة مثبتة في مواضعها بواسطة قوى الضغط. قد تستخدم الفوهة الدافعة أيضاً كمية من الهواء الداخل للمحرك غير لازمة له. تتغير كمية الهواء هذه مع دورة الطيران، وتتأقلم الفوهة الدافعة لموازنة تدفق الهواء بين نظام السحب والمحرك. كان الاستخدام الكفء لهذا الهواء ضرورياً للطائرات التي كان يجب أن تطير بكفاءة عند سرعات فوق الصوتية لفترات زمنية طويلة، ولذلك استُخدم في طائرة اس آر-71 وطائرة كونكورد وطائرة إكس بي-70 فالكيري.
يعتبر الغلاف الأسطواني الثابت المحيط بفوهة الحارق اللاحق في محرك جيه 85 في طائرة تي 38 تالون، مثالاً بسيطاً للفوهة الدافعة. استُخدمت تعقيدات أكثر في محرك برات أند ويتني جيه 58 لطائرة اس آر-71، ومحرك تي إف 30 لطائرة إف 111. استخدم كلا المحركين ألواح في المرحلة الثالثة للفوهة تغلق وتفتح عند السرعات المنخفضة، وألواح طافية متداخلة للفوهة النهائية. تم تثبيت ألواح المرحلة الثالثة والمرحلة النهائية من الفوهة في مواضعهم بواسطة اتزان الضغط الداخلي من غازات العادم للمحرك والضغط الخارجي من محيط الطائرة.
كان تشغيل المرحلة الثانية من الفوهة مرتبط ميكانيكاً بفوهة الحارق اللاحق في الطائرات المبكرة التي استخدمت محرك جيهه 79 مثل طائرة إف 104 وإف 4 وايه 5 فيجيلانت. شُغلت الفوهة النهائية ميكانيكاً بشكل منفصل عن فوهة الحارق اللاحق في الطائرات اللاحقة التي استخدمت محرك جيه 79. أدى ذلك لتحسين الكفاءة (تطابق مساحة مقطع الخروج الأساسية أو الثانوية بشكل أفضل مع حالات السرعات المرتفعة فوق الصوتية) عند 2 ماخ (كما في طائرة كونفير بي 58 هوستلر)  و 3 ماخ.

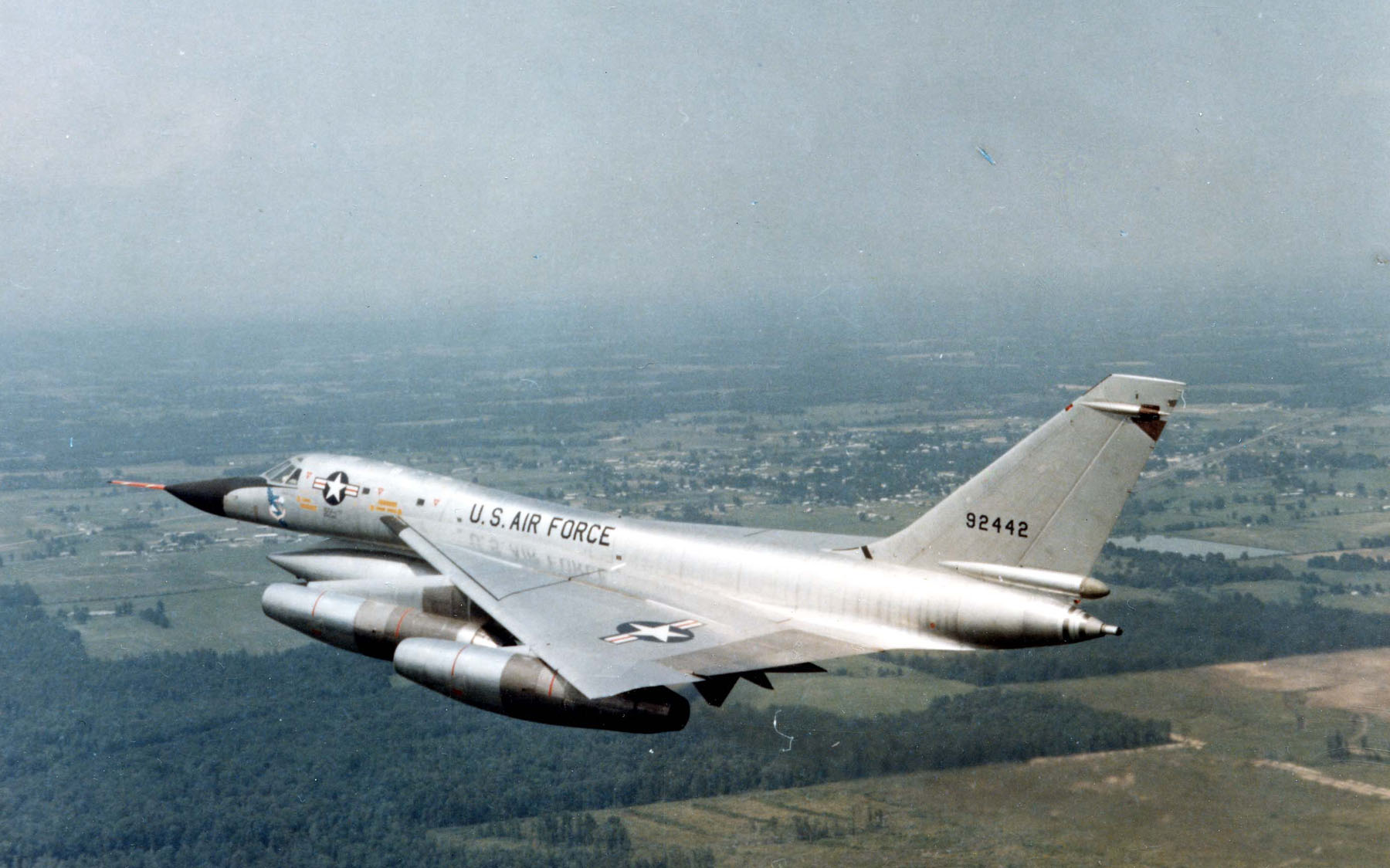
كونفير بي 58 هوستلر

### فوهة متقاربة متباعدة متغيرة الشكل
تُستخدم الفوهات المتقاربة المتباعدة متغيرة الشكل في المحركات العنفية المروحية، التي لا تحتاج إلى تدفق هواء ثانوي، يُضخ بواسطة فوهة المحرك. لا تحتاج هذه المحركات إلى هواء التبريد الخارجي الذي تحتاجه المحركات العنفية النفاثة.
قد تكون الفوهة المتباعدة مُدمجة مع ألواح فوهة الحارق اللاحق، بامتداد مائل بعد نقطة الخنق للفوهة. تتحرك ألواح الفوهة في مسارات منحنية في اتجاه المحور، مع دورانها، مما يزيد من مساحة الخنق للحارق اللاحق، بينما تزداد مساحة مقطع الجزء التالي من الفوهة ويتباعد ليوفر مزيداً من التمدد للغازات عند السرعات الأعلى. يُعتبر محرك برات آند ويتني تي إف-30 المستخدم في طائرة إف 14 مثالاً تطبيقياً على ذلك.
قد تتصل الألواح الرئيسية والثانوية للفوهة معاً، وتُشغل بنفس الألية للتحكم في الحارق اللاحق، وتوفير نسبة تمدد مرتفعة في الضغط في الفوهة كما في محرك إي جيه 200 المستخدم في طائرة إيروفايتر، وأمثلة أخرى في طائرات إف 15 وإف 16 وبي 11 بي.

### فوهة توجيه الدفع

حركة صاروخ خلال توجيه الدفع بواسطة الفوهة.

تُستخدم فوهات توجيه الدفع ثابتة الشكل في محرك بريستول سيدلي بيجاسوس، ومتغيرة الشكل في محرك برات أند ويتني إف 119 المستخدم في طائرة إف 22.

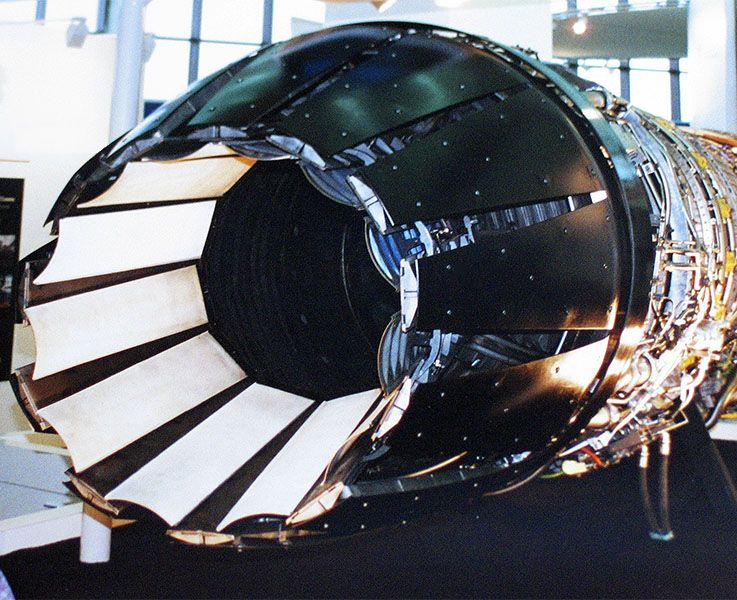
فوهة توجيه دفع قزحية الشكل

### فوهة الصاروخ
تستخدم محركات الصواريخ فوهات متقاربة متباعدة أيضاً، ولكن ذات شكل ثابت عادة لتقليل الوزن. تحظى الفوهات المتقاربة المتباعدة لمحركات الصواريخ بنسبة مساحة (مساحة الخروج/مساحة الخنق) أكبر من تلك المستخدمة في فوهات المحركات النفاثة، وذلك بسبب نسب الضغط المرتفعة التي يتعرض لها الصاروخ.

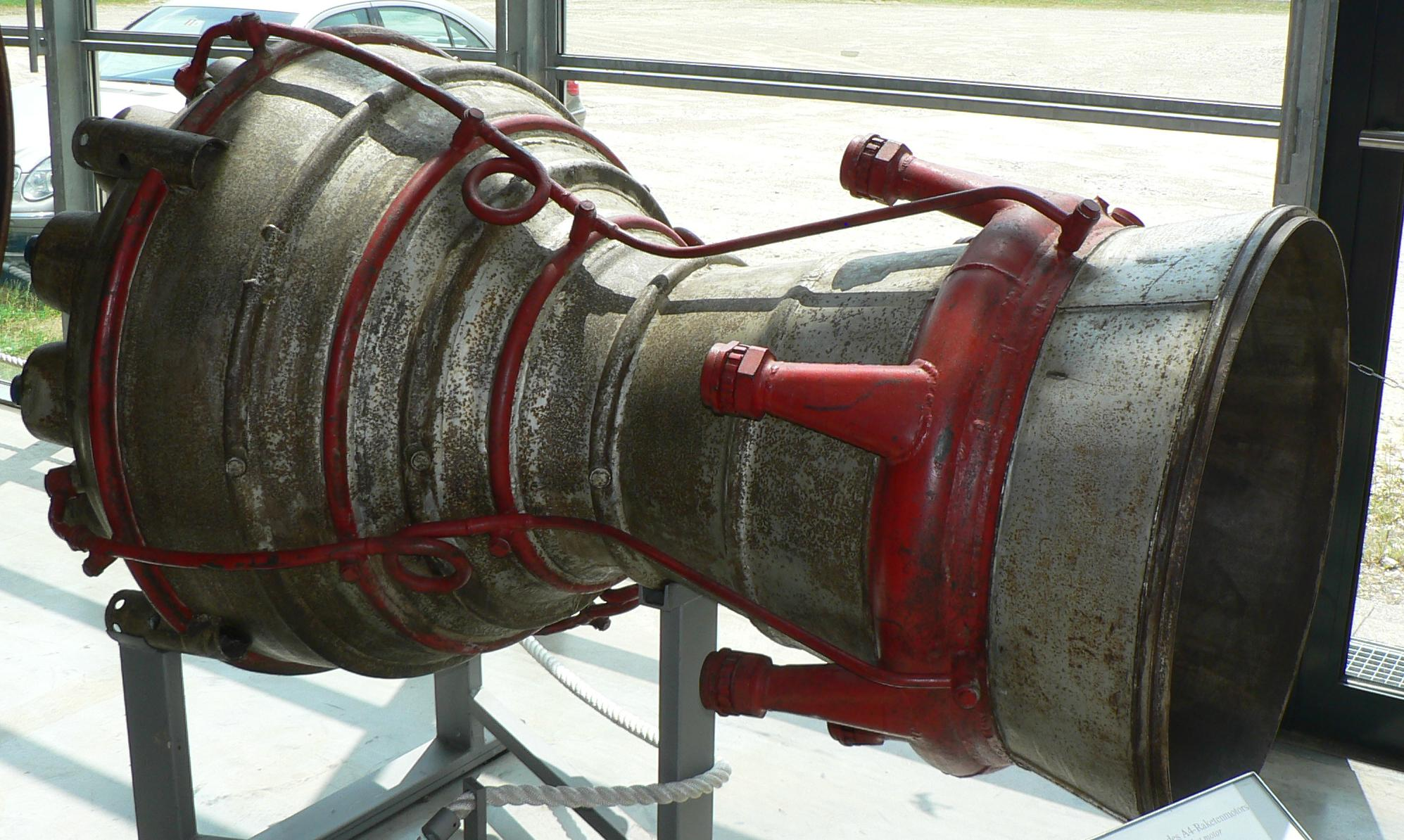
فوهة متقاربة متباعدة للصاروخ في 2

### فوهة النسبة المنخفضة
تستخدم بعض المحركات العنفية المروحية ذات نسبة التفافية مرتفعة، فوهة متقاربة متباعدة ذات نسبة مساحة منخفضة جداً (أقل من 1.01) في مسار الهواء الملتف، للتحكم في خط عمل المروحة.
تتصرف هذه الفوهة عند سرعات الهواء المنخفضة كأنها متغيرة الشكل، فتعمل على منع اختناق تدفق الهواء، وتسمح بتسارع غازات العادم عند اقترابها من نقطة الخنق، وتباطئها في الجزء المتباعد من الفوهة.
بناءاً على ما سبق، تتحكم مساحة الخروج للفوهة التي تكون أكبر من مساحة فتحة الخنق في عمل المروحة، وتُحرك خط عمل المروحة أبعد قليلاً من نقطة التعطل. عند سرعات الطيران الأكبر، يؤدي ارتفاع الضغط في الناشر في مدخل المحرك إلى حدوث اختناق لتدفق الهواء عند نقطة الخنق فتتغير مساحة مقطع الفوهة لتتماشى مع عمل المروحة. تصبح مساحة مقطع الخنق للفوهة أقل من مساحة الخروج ويؤدي ذلك إلى تحريك خط عمل مروحة المحرك نحو نقطة التعطل. لا يمثل ذلك مشكلة، لكن خط التعطل للمروحة يكون أكبر بكثير عند السرعات المرتفعة.

### فوهة عاكسة للدفع
تكون عاكسات الدفع في بعض المحركات موجودة داخل الفوهة نفسها، وتُعرف بعاكسات الدفع الموجهة. تقسم الفوهة إلى نصفين، يقتربان من بعض لإعادة توجيه غازات العادم إلى الأمام. بما أن مساحة مقطع الفوهة يكون لها تأثير على عمل المحرك، فإنه يجب وضع عاكس الدفع على بعد صحيح من الأنبوب النفاث لمنع حدوث تغيرات في حدود تشغيل المحرك. استُخدمت عاكسات الدفع الموجهة على سبيل المثال في طائرة فوكر 100 وطائرة جولف ستريم 4 وطائرة داسولت إف 77 إكس.

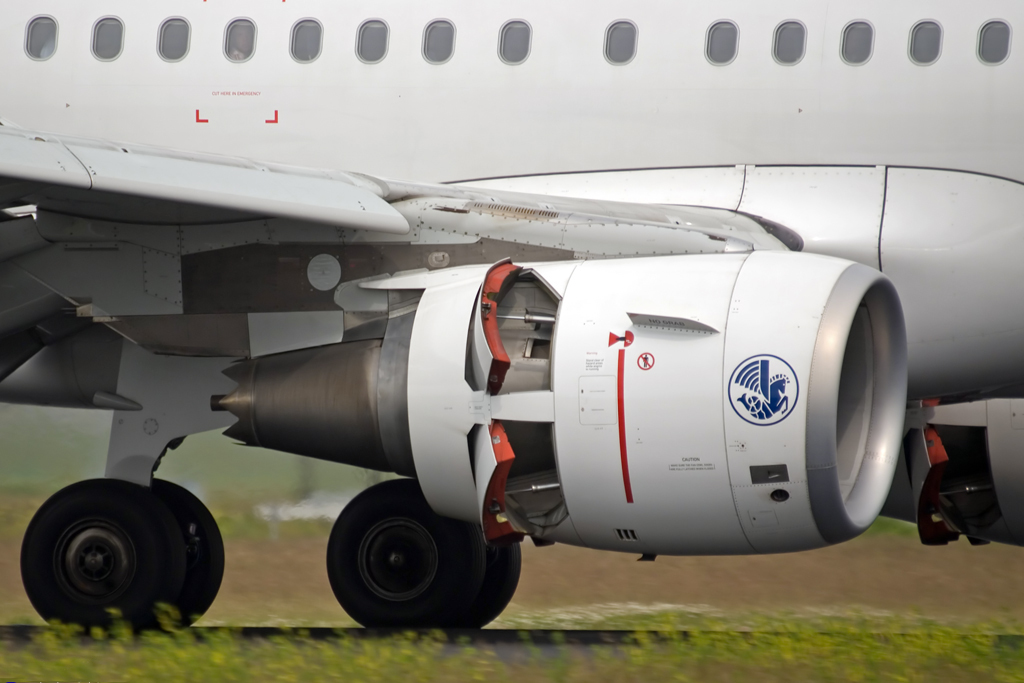
عاكس دفع في محرك سي إف إم 56 لطائرة آيرباص ايه 320

### فوهة خافضة للضوضاء
يُمكن تقليل الضوضاء الصادرة من المحرك النفاث بإضافة بعض الخصائص إلى مخرج فوهة المحرك، مما يزيد من مساحة السطح للأنبوب النفاث الأسطواني. استخدمت المحركات العنفية النفاثة والمحركات المبكرة ذات نسبة الالتفافية أنبوباً نفاثاً مقسم إلى فصوص متعددة.
تستخدم المحركات العنفية المروحية الحديثة ذات نسبة الالتفافية المرتفعة غلافاً مسنناً يبرز قليلاً حول الفوهة الدافعة، ويُطلق عليه شيفرونس.

## مواضيع أخرى

### الغرض الأخر للفوهة الدافعة
تعمل الفوهة بفضل إعداد الضغط الخلفي كمقيد لتدفق الهواء القادم من الضاغط، وبالتالي تتحكم في كمية الهواء التي تعود لمقدمة المحرك، وتتشارك هذه الخاصية مع فوهة العنفة، التي تُعتبر أيضاً مقيد للهواء المتدفق.
تُحدِد مساحة مقطع كل من الفوهة الدافعة وفوهة العنفة كتلة الهواء المتدفقة خلال المحرك، وكذلك القيمة القصوى للضغط. تكون هذه المساحات ثابتة في العديد من المحركات (المحركات ذات الفوهة الدافعة البسيطة الثابتة)، بينما تحتوي محركات أخرى، مثل تلك المزودة بحارق لاحق، على فوهة دافعة ذات مساحة مقطع متغيرة.  
يُعتبر تغير مساحة مقطع الفوهة أمراً ضرورياً لاحتواء التأثير المقلق على المحرك، الناتج من درجات حرارة الاحتراق المرتفعة في الأنبوب النفاث، ومع ذلك، قد تتغير مساحة مقطع الفوهة أيضاً أثناء عدم استخدام الحارق اللاحق، وذلك لتغيير أداء الضخ للضاغط عند الدفع المنخفض.
على سبيل المثال، إن أُزيلت الفوهة الدافعة لتحويل المحرك العنفي النفاث إلى محرك عنفي عمودي، فإن الدور المؤدى بواسطة مساحة الفوهة، تقوم به مساحة مقطع شفرات التوجيه للعنفة أو كما تُسمى الشفرات الثابتة.

### أسباب التمدد المفرط للغازات في الفوهة المتقاربة المتباعدة
يحدث التمدد المفرط للغازات عندما تكون مساحة الخروج من الفوهة كبيرة جداً بالنسبة لحجم الحارق اللاحق أو الفوهة الرئيسية. حدث ذلك في ظروف معينة في محرك جيه 85 المُركب في طائرة تي 38، حيث كانت الفوهة الثانوية أو النهائية ثابتة الحجم لحالة التشغيل القصوى للحارق اللاحق، كما كانت مساحة الخروج كبيرة جداً لفوهة المحرك المغلقة في حالة عدم استخدام الحارق اللاحق، مما وفر تمدداً مفرطاً للغازات. أُضيفت ألواح حرة التحرك إلى القاذف للسماح لتدفق الهواء الثانوي بالتحكم في تمدد الغازات الرئيسية. 

### أسباب نقصان تمدد الغازات في الفوهة المتقاربة المتباعدة
تزداد نسبة المساحة المطلوبة بزيادة سرعة الطيران بالماخ للحصول على تمدد كامل للغازات إلى الضغط المحيط، وبالتالي الحصول على أقصى دفع أو كفاءة للفوهة. إذا كان الجزء المتباعد من الفوهة قصير جدا فسيكون له مساحة خروج صغيرة جداً، ولن تتمدد غازات العادم إلى الضغط الجوي المحيط في الفوهة، وسيكون هناك فقداً محتملاً في الدفع.
قد تزداد مساحة الخروج من الفوهة بزيادة رقم ماخ، لتصبح لها نفس قطر غلاف المحرك، وإن زادت عن ذلك، يُصبح قطر الفوهة أكبر قطر في هيكل الطائرة، وتبدأ بالتعرض لمقاومة ديناميكية هوائية متزايدة (سحب). تتقيد لذلك الفوهات بالحجم، ويُعوض الفقد الحادث في الدفع باعتبارات أخرى مثل سحب أقل ووزن أقل. أمثلة على ذلك: طائرة إف 16 التي تطير بسرعة 2 ماخ، وطائرة إكس بي 70 التي تطير بسرعة 3 ماخ.
يوجد اعتبار آخر قد يتعلق بهواء التبريد اللازم للفوهة. يجب أن تكون ألواح الجزء المتباعد للفوهة معزولة بطبقة من هواء التبريد عن لهب الحارق اللاحق، الذي قد تصل درجة حرارته إلى 3600 درجة فهرنهايت. تُعتبر فوائد كمية الهواء القليلة للتبريد تعويضاً للفقد الحادث في الدفع بسبب التمدد الناقص للغازات. طُبق ما سبق في فوهة محرك تي إف 30 في طائرة إف 14 ايه، حيث كانت نسبة المساحة المثالية عند سرعة 2.4 ماخ مقيدة عند قيمة أقل.

### أهمية إضافة جزء متباعد للفوهة
يقوم الجزء المتباعد من الفوهة بزيادة سرعة غازات العادم، وبالتالي يزداد الدفع عند سرعات الطيران فوق الصوتية.
اتضح تأثير إضافة جزء متباعد للفوهة مع أول فوهة متقاربة متباعدة لبرات أند ويتني. استُبدلت الفوهة المتقاربة بأخرى متقاربة متباعدة في نفس المحرك وفي نفس الطائرة، محرك جيه 57 في طائرة ماكدونل إف 101 فودو. أدى الدفع الزائد من الفوهة المتقاربة المتباعدة لهذا المحرك إلى رفع السرعة من 1.6 ماخ إلى 2 ماخ، ممكناً القوات الجوية من تسجيل سرعة قياسية عالمية بلغت 1207.6 ميل في الساعة، والتي كانت أقل من 2 ماخ بالنسبة لدرجة حرارة هذا اليوم.
لم تُدرك القيمة الحقيقية للفوهة المتقاربة المتباعدة في طائرة إف 101 بسبب أن مدخل المحرك لم يُعدل للحصول على سرعات أكبر.
كان استبدال الفوهة المتقاربة بأخرى متقاربة متباعدة في محرك برات أند ويتني جيه 75، مثالاً آخر، ولم تتجاوز السرعة 2 ماخ. أُعيد تصميم مدخل المحرك تزامناً مع تقديم الفوهة المتقاربة المتباعدة. سجلت القوات الجوية الأمريكية سرعة قياسية عالمية بلغت 1526 ميل في الساعة (2.43 ماخ)، باستخدام طائرة إف 106. يجب إضافة جزء متباعد للفوهة بشكل أساسي عندما يختنق تدفق الهواء داخل الجزء المتقارب.

### التحكم في مساحة الفوهة خلال التشغيل الجاف
استخدمت بعض أنواع المحركات النفاثة المبكرة، التي لم تكن مُزودة بحارق لاحق مثل بي إم دبليو 003 ويونكرز جومو 004، وصلة لتغيير مساحة الفوهة. استخدم محرك جومو 004 المساحة الكبيرة للفوهة لبدء منع تعرض العنفة للسخونة المفرطة، واستخدم المساحة الأصغر للإقلاع وللطيران، للحصول على غازات عادم ذات سرعات أكبر، وبالتالي الحصول على دفع أكبر.
 قد تقوم المحركات المزودة بحارق لاحق بفتح الفوهة أيضاً، خلال بدء التشغيل وفي حالة تشغيل المحرك بدون طيران الطائرة. ينخفض الدفع الساكن مما يقلل سرعة الإقلاع والهبوط على المَدرج، بالإضافة إلى تقليل الاحتكاك على المكابح. سُميت هذه الميزة في محرك جيه 75 في طائرة كونفير إف 106 دلتا دارت بتحكم الدفع الساكن، وخفضت الدفع الساكن بمقدار 40%. يؤدي الدفع الساكن المنخفض إلى خفض مخاطر اندفاع الغازات النفاثة على حاملات الطائرات. 

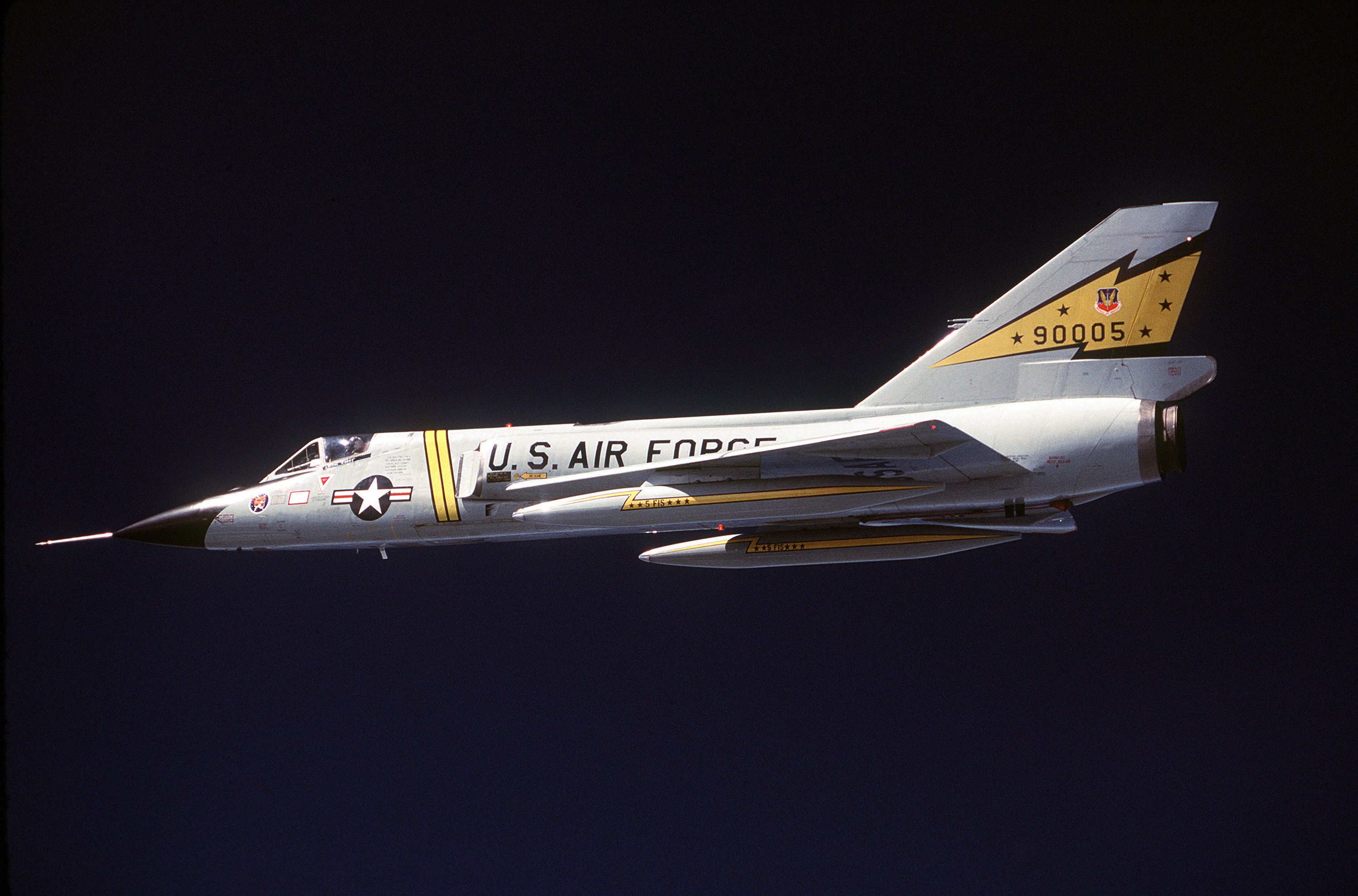
إف 106 دلتا دارت

في بعض التطبيقات، مثل محرك جيه 79 المستخدم في العديد من الطائرات، وخلال الغلق السريع للفوهة، قد تُمنع مساحة الفوهة من الانغلاق بعد نقطة معينة للسماح بزيادة أكبر في السرعة الدورانية للمحرك، وبالتالي الوصول إلى الدفع الأقصى في وقت أسرع. 
في حالة المحركات العنفية النفاثة ذات العمودين، مثل اسنيكما أوليمبوس 593 المستخدم في طائرة كونكورد، قد تتغير مساحة الفوهة للوصول تلقائياً إلى أقصى سرعة لضاغط الضغط المنخفض، وأقصى درجة حرارة دخول للعنفة على المدى الكبير لدرجات حرارة الدخول للمحرك، التي تحدث عند الطيران بسرعات تصل إلى 2 ماخ. 
في بعض المحركات العنفية المروحية الكبيرة، يُتَحَكَّمُ في خط عمل المروحة عن طريق تغيير مساحة الفوهة خلال التشغيل الرطب والجاف لتعويض الزيادة في خط التعطل بدفع أكثر. 

### التحكم في مساحة الفوهة خلال التشغيل الرطب
يتم زيادة مساحة الفوهة أثناء عمل الحارق اللاحق لتقليل أثار تدفق الغازات ضد التيار على المحرك. قد يتم التحكم في مساحة الفوهة للحفاظ على خط عمل المروحة في موضعه المثالي، للحصول على أقصى دفع من المحرك العنفي المروحي. للحصول على أقصى دفع من المحرك العنفي النفاث، قد يتم التحكم في مساحة الفوهة للحفاظ على درجة حرارة خروج الغازات من العنفة عند الحد المسموح به.

### ماذا يحدث إذا لم تفتح الفوهة عند تشغيل الحارق اللاحق
كان الطيار يضطر إلى فحص مؤشر موضع الفوهة بعد تشغيل الحارق اللاحق، في التركيبات المبكرة للحارق اللاحق. إن لم تفتح الفوهة لسبب ما، ولم يقم الطيار بإلغاء تشغيل الحارق اللاحق، فإن إعدادات التحكم القياسية في هذه الفترة (مثل محرك جيه 47 في طائرة إف 86 إل) ستؤدي إلى السخونة المفرطة لشفرات العنفة وتعطلها.

### تطبيقات أخرى
زُودت بعض الطائرات بفوهة عادم قاذفة، مثل الطائرة الألمانية بي إف 109 وطائرة ماتشي سي 205/202. حولت هذه القاذفات بعضاً من الطاقة الضائعة في غازات العادم (طاقة الاحتراق الداخلي) إلى كمية صغيرة من الدفع، وذلك بتسريع الغازات الساخنة إلى الخلف بسرعة أكبر من سرعة الطائرة. تقوم كل أنواع الفوهات بنفس الفعل بدرجات متفاوتة، فتطرد غازات العادم في اتجاه معاكس لاتجاه حركة الطائرة. 
اختُرعت فوهات العادم بواسطة شركة رولز رويس المتحدة في عام 1937، وفي عام 1944، كان الدفع الناتج من الفوهات القاذفة المتعددة لمحركات رولز رويس ميرلين 131/130 لطائرة دي هافيلاند هورنيت، مساوياً 450 حصان فرملي إضافي لكل محرك عند ذروة الصمام الخانق.